# Powiat Sagan

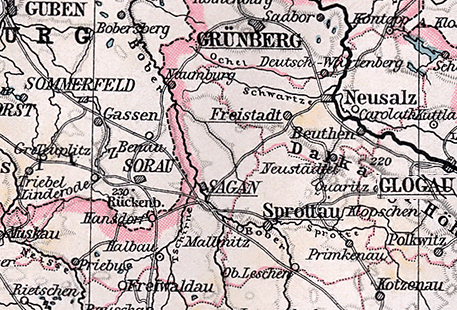
Kreis Sagan, 1905 r.

Powiat Sagan (niem. Kreis Sagan, pol. powiat żagański) – niemiecki powiat istniejący w okresie od 1741 do 1932 r. na terenie prowincji śląskiej.
Powiat powstał w 1741 r. Powiat Sagan należał do pruskiej Prowincji Śląsk, do rejencji legnickiej.
W 1910 r. powiat obejmował 198 gmin o powierzchni 1112,19 km² zamieszkanych przez 59 605 osób.
W 1932 r. został zlikwidowany:
- miasto  Naumburg a. Bober oraz gminy Alt Kleppen, Groß Dobritsch, Groß Reichenau, Klein Dobritsch, Kosel, Kottwitz, Kunzendorf, Neu Kleppen, Neuwaldau, Paganz, Peterswaldau, Popowitz, Poydritz, Reichenbach, Schöneich, Theuern, Tschirkau i Zedelsdor włączono do powiatu Grünberg;
- miasto Priebus oraz gminy Alt Tschöpeln, Bogendorf, Dubrau, Gräfenhain, Groß Petersdorf, Hermsdorf b. Priebus, Jamnitz-Pattag, Jenkendorf, Kochsdorf, Mellendorf, Merzdorf b. Priebus, Mühlbach, Neu Tschöpeln, Pechern, Quolsdorf b. Tschöpeln, Raußen, Reichenau b. Priebus, Ruppendorf, Tschöpeln, Wällisch, Wendisch Musta, Zessendorf i Ziebern  włączono do powiatu Rothenburg;
- pozostały obszar z miastem Sagan włączono do powiatu Sprottau[3][1].